# USS Mirth (AM-265)
USS Mirth (AM-265) trałowiec typu Admirable służący w United States Navy w czasie II wojny światowej. Służył na Atlantyku. Przekazany Związkowi Radzieckiemu w programie lend-lease służył na Pacyfiku.
Stępkę okrętu położono 31 lipca 1943 w stoczni American Shipbuilding Co. w Lorain (Ohio). Zwodowano go 24 grudnia 1943, matką chrzestną była B. E. Gathercoal. Jednostka weszła do służby 12 sierpnia 1944, pierwszym dowódcą został Lt. M. A. Rusteen, USNR.
Brał udział w działaniach II wojny światowej. Przekazany Związkowi Radzieckiemu, służył jako T-277.